# 細鏢鱸
細鏢鱸為輻鰭魚綱鱸形目鱸亞目河鱸科的其中一種，分布於加拿大、美國五大湖及聖羅倫斯河流域，體長可達7.2公分，棲息在植被生長、沙石底質的河流及湖泊。